# USS LST-474
O USS LST-474 foi um navio de guerra norte-americano da classe LST que operou durante a Segunda Guerra Mundial.